# Linköping
Linköping er en by i landskabet Östergötland i det østlige Sverige. Byen har 116.851 (2023) indbyggere og er Sveriges ottendestørste by. Den er residensby i Östergötlands län og hovedby i Linköpings kommune.
Byens middelalderlige gadenet er i modsætning til andre svenske byer bevaret, selv om en brand i 1700-tallet ødelagde middelalderbyen. 
Linköping rummer betydelig industri, og f.eks. har Saab sin flyfabrik her. Der findes også en del militære institutioner, bl.a. en stor flybase.
Linköping Domkirke er i gotisk stil og opført i kalksten fra ca. 1230-1500. 
Linköping Universitet er grundlagt i 1975.
Linköpings centralstation opførtes i 1871-1872. Arkitekten var Adolf W. Edelsvärd. 